# Joseph Utz
Joseph Utz (* 6. Mai 1813 in Ellwangen; † 7. Mai 1891 in Reute) war katholischer Geistlicher und Mitglied des Deutschen Reichstags.

## Leben
Utz besuchte die Elementarschule in Ellwangen ab 1819 und das dortige Gymnasium von 1822 bis 1828. Danach besuchte er das Konvikt in Ehingen von 1828 bis 1832 und das Königliche Wilhelmsstift in Tübingen zwischen 1832 und 1836. 1835 wurde er Mitglied der Burschenschaft Vandalia Tübingen. 1837 wurde am Seminar in Rottenburg zum Priester geweiht. Er war Vikar in Ehingen von 1837 bis 1840, Pfarrverweser in Ergenzingen von 1840 bis 1842 und Kaplan von 1843 bis 1847. Weiter war er städtischer Lokalschulinspektor und Religionslehrer am Privatschullehrerseminar. Von 1848 bis 1862 war er Pfarrer und Bezirksschulinspektor des Bezirkes Ellwangen und von 1863 bis 1865 Pfarrer in Zwiefalten und Hausgeistlicher an dortiger Irrenanstalt und schließlich seit 1865 Pfarrer in Tomerdingen.
Von 1881 bis 1887 war er Mitglied des Deutschen Reichstags für den Wahlkreis Württemberg 15 (Ehingen, Blaubeuren, Laupheim, Münsingen) und die Deutsche Zentrumspartei.